# Germarostes diffundus
Germarostes diffundus is een keversoort uit de familie Hybosoridae. De wetenschappelijke naam van de soort is voor het eerst geldig gepubliceerd in 1976 door Petrovitz.